# 国際連合安全保障理事会決議198
国際連合安全保障理事会決議198（こくさいれんごうあんぜんほしょうりじかいけつぎ198、英: United Nations Security Council Resolution 198）は、1964年12月18日に国際連合安全保障理事会で採択された決議である。キプロス問題に関係する。
安保理は、キプロスに関する過去の決議を再確認した上で、国際連合キプロス平和維持軍の駐留期限を1965年3月26日まで3ヶ月延長した。